# Voisins-le-Bretonneux
Voisins-le-Bretonneux – miejscowość i gmina we Francji, w regionie Île-de-France, w departamencie Yvelines.
Według danych na rok 1990 gminę zamieszkiwało 11 220 osób, a gęstość zaludnienia wynosiła 4714 osób/km² (wśród 1287 gmin regionu Île-de-France Voisins-le-Bretonneux plasuje się na 226. miejscu pod względem liczby ludności, natomiast pod względem powierzchni na miejscu 850.).

## Miasta partnerskie
- Łuków